# (928) Hildrun
(928) Hildrun – planetoida z pasa głównego asteroid okrążająca Słońce w ciągu 5 lat i 200 dni w średniej odległości 3,13 au. Została odkryta 23 lutego 1920 roku w Landessternwarte Heidelberg-Königstuhl w Heidelbergu przez Karla Reinmutha. Nazwa pochodzi od imienia żeńskiego. Przed nadaniem nazwy planetoida nosiła oznaczenie tymczasowe (928) 1920 GP.